# Miasta Wysp Świętego Tomasza i Książęcej
Według danych oficjalnych pochodzących z 2005 roku Wyspy Świętego Tomasza i Książęca posiadały ponad 10 miast o ludności przekraczającej 300. mieszkańców. Stolica kraju São Tomé jako jedyne miasto liczyło ponad 50 tys. mieszkańców; 4 miasta z ludnością 5÷10 tys. oraz reszta miast poniżej 5 tys. mieszkańców.

## Największe miasta na Wyspach Świętego Tomasza i Książęcej
Największe miasta w Iraku według liczebności mieszkańców (stan na 01.01.2012):
| L.p. | Miasto      | Okręg       | Liczba ludności |
| ---- | ----------- | ----------- | --------------- |
| 1.   | São Tomé    | Água Grande | 56 166          |
| 2.   | Trindade    | Mé-Zóchi    | 16 140          |
| 3.   | Santana     | Cantagalo   | 10 290          |
| 4.   | Neves       | Lembá       | 10 068          |
| 5.   | Santo Amaro | Lobata      | 7 792 (2008r.)  |
| 6.   | Guadalupe   | Lobata      | 7 604           |

## Alfabetyczna lista miast na Wyspach Świętego Tomasza i Książęcej
- Guadalupe
- Neves
- Pantufo
- Porto Alegre
- Santa Catarina
- Santa Cruz
- Santana
- Santo Amaro
- Santo António
- São João dos Angolares
- São Tomé
- Trindade